# Коростельов Олег Петрович
Оле́г Петро́вич Коростельо́в (9 листопада 1949, м. Кропивницький (тоді — Кіровоград), УРСР) — керівник Державного підприємства КБ «Луч» (з 2003), доктор технічних наук. Фахівець у галузі автоматизованого контролю авіаційної спецтехніки, керованих засобів високоточної зброї, генеральний конструктор зі створення та модернізації зенітних ракетних систем і комплексів протиповітряної оборони. Герой України (2020), повний кавалер ордена «За заслуги» (2018).

## Життєпис
Народився 9 листопада 1949 року в м. Кропивницький, в сім'ї військовослужбовця. Навчався в Кропивницькій середній школі № 6, закінчив її зі срібною медаллю.
У 1967—1972 роках здобув освіту за спеціальністю «Електронні обчислювальні машини» у Київському інституті інженерів цивільної авіації, закінчив його з відзнакою.
Після закінчення ВИШу почав працювати інженером у ПТО «Октава» м. Києва, згодом — старшим інженером. У 1978 році перейшов в Київське конструкторське бюро «Луч».
З 1997 року брав безпосередню участь у науково-дослідних і дослідно-конструкторських робіт зі створення виробів за темами: «Комбат», «Стугна», «Грань», «Копер», "Нептун". На їх основі КБ «Луч» надалі розробило ряд засобів високоточної зброї типу «Скіф», «Бар’єр», «Стугна-П».
З грудня 2003 року обіймає посаду Генерального конструктора — Генерального директора Державного підприємства КБ «Луч».
Розпорядженням Кабінету Міністрів України від 8 вересня 2015 року № 921-р отримав повноваження генерального конструктора зі створення та модернізації зенітних ракетних систем і комплексів протиповітряної оборони.[джерело?]
5 грудня 2023 року на загальних зборах Асоціації підприємств авіапромисловості України "Укравіапром" був обраний першим віце-президентом Асоціації.[джерело?]

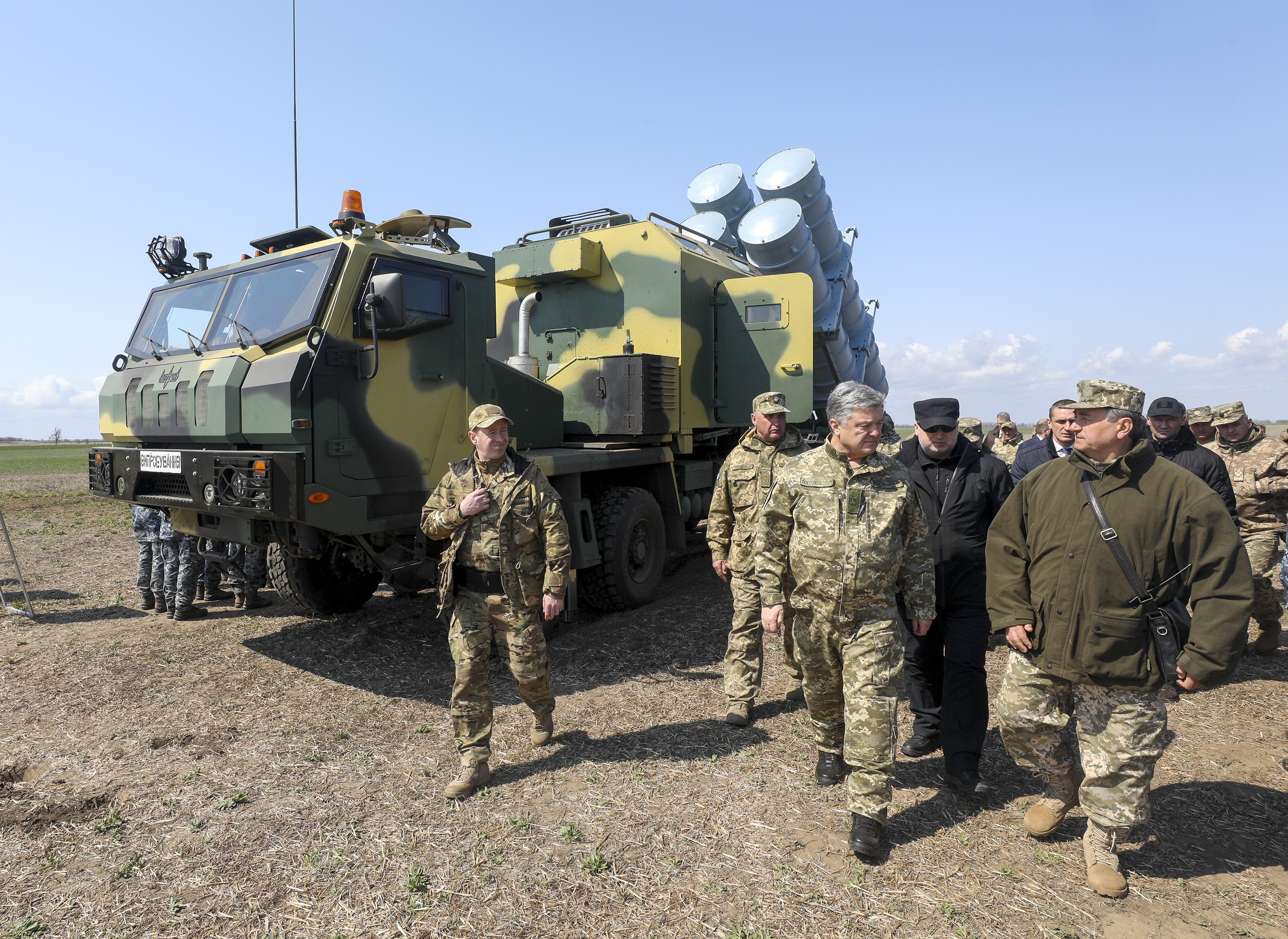
Олег Коростельов, Петро Порошенко і Олександр Турчинов на випробуваннях комплексу «Нептун». 2019.

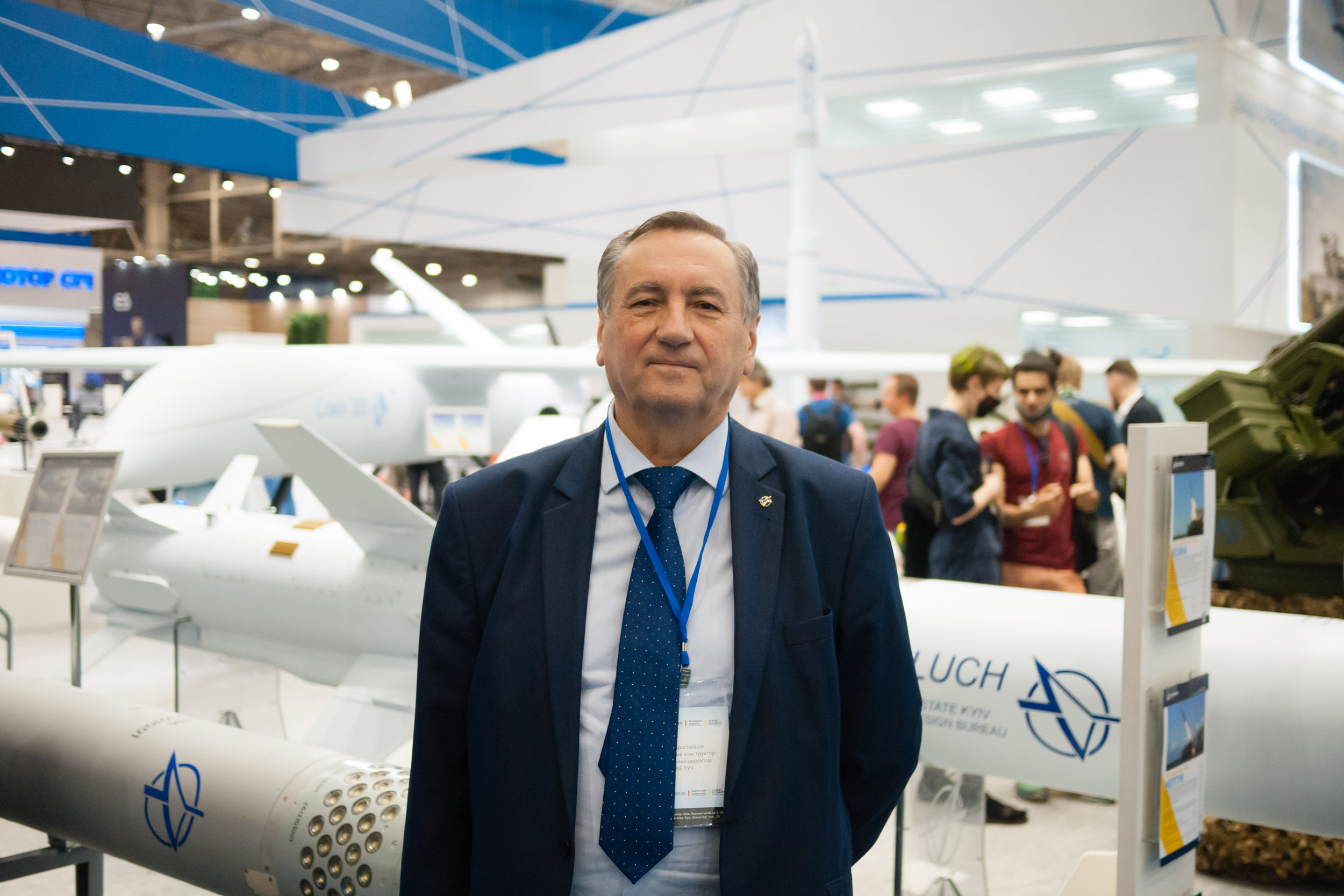
Олег Коростельов на виставці «Зброя та безпека—2021» біля виробів КБ «Луч»: ракет «Вільха», «Нептун», «Корал», БПЛА «Сокіл-300».

## Наукові ступені
У 2002 році здобув науковий ступінь кандидата технічних наук.
У 2008 році — доктор технічних наук зі спеціальності «Озброєння і військова техніка».
У травні 2021 року став членом-кореспондентом НАНУ.

## Нагороди та відзнаки
- Нагороджений відзнакою Президента України «Національна легенда України» (2024)[1]
- Звання Герой України з врученням ордена Держави (22 серпня 2020) — за визначні особисті заслуги у зміцненні обороноздатності та промислового потенціалу Української держави, розробку новітніх зразків озброєння[2]
- Орден «За заслуги» I ст. (2 травня 2018) — за визначний особистий внесок у розвиток оборонно-промислового потенціалу України, створення сучасних зразків ракетного озброєння[3]
- Орден «За заслуги» II ст. (21 серпня 2015) — за значний особистий внесок у державне будівництво, консолідацію українського суспільства, соціально-економічний, науково-технічний, культурно-освітній розвиток України, активну громадську діяльність, вагомі трудові здобутки та високий професіоналізм[4]
- Орден «За заслуги» III ст. (19 серпня 2008) — за значний особистий внесок у соціально-економічний, культурний розвиток Української держави, вагомі трудові досягнення та з нагоди 17-ї річниці незалежності України[5]
- Заслужений машинобудівник України (24 вересня 2004) — за багаторічну самовіддану працю, створення та освоєння унікальної вітчизняної техніки, високий професіоналізм[6]
- Державна премія України в галузі науки та техніки (1999), у складі колективу
- 2005 р. — за розпорядженням Київського міського голови нагороджений нагрудним знаком «Знак Пошани».
- За підсумками 2022 року рішенням 23 листопада 2022 року на засіданні Президії НАН України було прийнято рішення про присудження Золотої медалі імені Б.Є.Патона Національної академії наук України за розроблення та організацію серійного виробництва новітніх зразків озброєння і військової техніки.[джерело?]
- Має звання "Почесний авіабудівник України".[джерело?]